# PhatSlimNevaeh
PhatSlimNevaeh（ファットスリムネヴァ）は、日本の4人組バンド。略称は「ファスネ」。
2021年結成したロクこと藤川千愛を中心としたロックバンドである。

## 略歴

### 2021年
- 8月22日、東京・渋谷TSUTAYA O-EASTで行われた藤川千愛のワンマンライブにて、PhatSlimNevaehの始動を発表。“ロク”という名で新たな音楽活動を行っていくことを宣言した[2]。
- 9月29日、バンドメンバーとして同道公祐、葛城京太郎、komakiを迎えることを発表。メンバー4人の姿を収めたバンドのアーティスト写真も公開された[3]。
- 10月17日、東京・TSUTAYA O-Crestにて初ライブを開催。
- 11月24日、ロク from PhatSlimNevaeh名義の楽曲「声」をデジタルリリース。「声」は忘れらんねえよの柴田隆浩が作詞・作曲・編曲を担当し、楽曲提供を行った。ギターにカニ ユウヤ（突然少年）と柴田、ベースにイガラシ（ヒトリエ）、ドラムにタイチサンダー（爆弾ジョニー）を迎え、ライブのように一発録りに近い形でレコーディングが行われた[4]。
- 12月8日、ロク from PhatSlimNevaeh名義の楽曲「521km」をデジタルリリース。コレサワが作詞・作曲を担当し、楽曲提供を行った。ロクからの「遠距離恋愛をテーマにした楽曲はどうか」という提案を基にふたりがやりとりを重ねて完成した[5]。
- 12月22日、ファーストフルアルバム「なんだかもう泣けてきて」リリース[6]。12月24日にアルバムリリースライブを新宿BLAZEで行った[7]。

## メンバー
| 名前       | パート           | 生年月日     | 出身             | 備考                                   |
| ---------- | ---------------- | ------------ | ---------------- | -------------------------------------- |
| ロク       | ギター・ボーカル | 1995年6月6日 | 岡山県井原市出身 | 結成前は藤川千愛名義でソロ活動していた |
| 同道公祐   | ギター           |              | 和歌山県         | RED ORCAのメンバー                     |
| 葛城京太郎 | ベース           | 1998年1月3日 |                  | 元RED ORCAのメンバー                   |
| komaki     | ドラムス         | 1986年       | 京都府           | tricotの元メンバー                     |

## ディスコグラフィー
アルバム

## ライブ出演

### ワンマンライブ/自主企画

#### 2021年
- 10月17日、「PhatSlimNevaeh　1st LIVE」@TSUTAYA O-Crest
- 12月19日/24日、「-1st Album Release Tour-なんだかもう泣けてきて」@大阪@東京

#### 2022年
- 1月15日、「PhatSlimNevaeh主催ライブ」@Spotify O-WEST